# Eilhart von Oberg
Eilhart von Oberg (auch: Oberge; nach dem vermuteten mhd. Dativ des Ortsnamens) gilt als der Verfasser des mittelhochdeutschen Versromans Tristrant, der ersten überlieferten deutschsprachigen Bearbeitung des europaweit verbreiteten Tristan-Stoffes.
Allerdings ist seine Verfasserschaft wie auch der Name nicht gesichert.

## Herkunft
Die Herkunft Eilharts ist nicht länger ungewiss. Lange Zeit wurde vermutet, dass Eilharts Wirkungsraum am Niederrhein zu suchen sei. Sämtliche Gründe für diese Vermutung sind dabei textimmanent, d. h., sie wurden aus Andeutungen im „Tristrant“ erschlossen. Vor allem Eilharts Erwähnung des Flusses Rhein innerhalb eines Fluches in Vers 3162, hinter dem ein regionaler Phraseologismus vermutet wurde, scheint die Niederrhein-These zu stützen. Darüber hinaus deuten seine im deutschsprachigen Tristrant sichtbar werdenden Französisch-Kenntnisse auf eine Herkunft nahe der französischen (Sprach-)Grenze hin. Und auch die Verwendung der ungewöhnlichen Namensform Isalde (statt Isolde) deutet auf eine niederrheinische Herkunft, da diese Namensformen an den Höfen der Limburger Herzöge und Grafen von Looz bezeugt sind.
Betrachtet man jedoch die dialektale Färbung von Eilharts Sprache, so muss die niederrheinische Herkunft deutlich in Frage gestellt werden, da sie sich als mitteldeutsch charakterisieren lässt. Auch wenn man aufgrund fehlender Merkmale keine genauere Lokalisierung vornehmen kann und davon ausgehen muss, dass Eilhart eine angelernte Kunstsprache benutzt hat, deren Vorbild in den mittelfränkischen Dichtungen zu suchen ist, lässt sich anhand der sprachlichen Analyse eine niederdeutsche Herkunft weitestgehend ausschließen. Das neuaufgefundene mutmaßliche zweite ,Standbein‘ Eilharts in Mainfranken (s. folgender Absatz) lässt die Identität mit dem niederdeutschen Ministerialen Kaiser Ottos IV. wieder wahrscheinlicher werden.
Licht ins Dunkel könnte ein historischer Befund bringen; dabei handelt es sich um zehn urkundliche Erwähnungen eines Eilhardus de Oberch zwischen den Jahren 1189 und 1227, in denen er als Zeuge Heinrichs des Löwen, Kaiser Ottos IV. und des Pfalzgrafen Heinrichs auftritt. Hinzu kommt eine Erwähnung im Güterverzeichnis des Grafen Siegfried II. von Blankenburg Demnach würde es sich bei Eilhart um einen Braunschweiger Ministerialen aus dem Geschlecht der Herren von Oberg handeln, der im Dienste des römisch-deutschen Königs Otto IV., des Welfen, und dann von dessen Bruder Pfalzgraf Heinrich stand. Die Dienstmannenfamilie von Oberg hatte ihren Stammsitz auf dem bis heute existierenden Rittergut Oberg zwischen Braunschweig und Hildesheim.
Der Mediävist Bernd Ulrich Hucker (Universität Vechta) machte neuerdings zwei Beobachtungen zur historischen Einordnung des Dichters: Dieser spielt in seinem Tristrant auf den tragischen Tod des englischen Königs Richard Löwenherz an (1199). Die verdeckte Anspielung in Vers 8848 ff. stellt eine Art Totenklage auf Richard dar, wie sie in der zeitgenössischen deutschen Literatur einzigartig ist, und passt damit zum Hofkreis Ottos IV., des Lieblingsneffen Richards. Als Anhänger Ottos IV. ist sodann jener Ritter Eilhardus Saxo, mit anderem Namen de Ilsede, zu werten, der 1215/17 im Umkreis des kaisernahen Bischofs von Würzburg und als Wohltäter der Zisterzienserabtei Walkenried im Harz erscheint, die sich ebenfalls der Gunst Ottos erfreute. Saxo bedeutete im fränkischen Umfeld einfach nur „der Sachse“, der „aus dem Stammesherzogtum Sachsen stammende“. Klein und Groß Ilsede sind Rittersitze, dem von Oberg unmittelbar benachbart (die Namen von Ministerialen, die noch keine feststehenden Familien-, sondern nur Herkunftsnamen waren, konnten entsprechend ihrem aktuellen Wohnsitz schwanken). Saxos Vertrauter war ein weiterer welfischer Dienstmann, der Ritter Johann von Esbeck. In Würzburg hatte Eilhard von Ilsede Gisela, eine Tochter oder Schwester des Schultheißen und (Vize-)Grafen Eckart, geheiratet. Da sich die von Oberg und von Ilsede teilweise im Verhältnis einer Doppelministerialität zu den Welfen und zur Hildesheimer Hochkirche befanden, erklärt sich Eilhards Würzburger Stellung zwanglos durch das Aufrücken des Hildesheimer Bischofs Konrad von Querfurt zum Bischof von Würzburg. Konrad fiel 1202 einem Attentat staufernaher Ministerialen zum Opfer – der 1199/1200 von demselben Personenkreis ermordete Stadtgraf Eckart war einer der engsten Vertrauten des Bischofs.

## Andere Namensformen
Die Gleichsetzung des urkundlichen Eilhardus de Oberch mit dem Verfasser des Tristrant ist jedoch problematisch, da die heute gebräuchliche Namensform des Dichters nur in einem überlieferten Text vorkommt (Dresdner Handschrift, s. u.) und erst die urkundlichen Belege dazu geführt haben, dass gerade diese Namensform üblich wurde.
In anderen Handschriften des Tristrant finden sich für den Verfasser weitere Namensformen; welche letztlich als richtig anzusehen ist, ist bis heute ungeklärt:
- von Ogerengen Enthartte bzw. Ebhart (Berliner Handschrift)
- von Baubenberg Segehart bzw. Seghart (Heidelberger Handschrift)
- von Hobergin her Eylhart (Dresdner Handschrift)
- Dilhart von Oberet (Augsburger Druck des Prosa-Tristan)

## Leben als ritterlicher Dienstmann (Ministeriale)
Geht man trotz aller Zweifel davon aus, dass die Zuordnung Eilharts richtig ist, so lassen sich weitere Hypothesen über den Dichter anstellen. Aufgrund seines ministerialen Status als „Doppelministeriale“ der Welfen und der Hildesheimer Bischöfe ist für ihn zwar kein freier Ortswechsel möglich, doch eine gewisse Mobilität denkbar, die sich durch sein nachweisbares Vorkommen im Gefolge des römisch-deutschen Königs (und dann Kaisers) Otto IV. noch verstärkt haben dürfte. Wie mehrere Beispiele eines welfisch-anglonormannischen Kulturaustausches zeigen, erscheint es dabei an einem Welfenhof auch durchaus möglich, an den Tristanstoff zu gelangen, früher schon zur Zeit der Ächtung Heinrichs durch Kaiser Friedrich I. (HRR) Barbarossa sowie seiner Verbannung nach England und mehr noch unter Otto IV. (1198–1218) und an seinem Hof, für den eine Reihe von Literaten tätig waren (u. a. Gervasius von Tilbury).

## Werk
Einzig bekanntes Werk Eilharts ist der Tristrant, eine Version des Tristanstoffes, der der „spielmännischen“ Überlieferungslinie angehört, der so genannten version commune. Das Werk wurde vermutlich um 1170 verfasst und ist die erste deutsche Bearbeitung des Stoffs, der bei Gottfried von Straßburg höchste sprachliche Vollendung findet. Die Datierung erfolgt unter anderem aufgrund sprachlicher und stilistischer Analogien zu Heinrich von Veldekes Eneas-Roman. Als terminus ante quem gilt das Jahr 1202.
Als mögliche Auftraggeber kommen sowohl Heinrich der Löwe als auch der einflussreiche Truchsess Jordan von Blankenburg in Frage. Für erstere Annahme sprechen vor allem die traditionelle Art von Eilharts Stil, die implizite religiöse Thematik des Stoffes sowie die ausführliche Schilderung von Kämpfen rund um die politische Problematik von Erbfolge und Vasallentreue. Letztere Annahme, die Gönnerschaft des Truchsessen, wäre denkbar, wenn man Eilharts Bezeichnung Blankinlande (V. 6284) für König Markes Jagdgründe als Reminiszenz an Jordan sehen würde. Auch wenn ein Anteil am Zustandekommen eines Dichtwerkes durch einen Ministerialen eher selten ist, so ist sie durchaus für einige Fälle belegt und ließe sich durch eine Vermittlerschaft – hier zwischen dem Dichter und dem Welfenhof – auch ohne weiteres erklären. Die bedeutende Ministerialenfamilie von Blankenburg gehörte teils zur Dienstmannschaft Kaiser Ottos IV., teils zu der von dessen Bruder Wilhelm von Lüneburg, so dass man, trifft die Spätdatierung des Tristrant (1199 oder bald darauf) zu, eher diese als ihren Vater Heinrich den Löwen als Gönner vermuten darf.

## Würdigung
Die Bedeutung von Eilharts Tristrant liegt zum einen darin, dass es sich dabei um die älteste überlieferte deutschsprachige Tristanbearbeitung handelt. Zum anderen muss erwähnt werden, dass sein Tristrant die erste vollständig überlieferte Bearbeitung der Sage überhaupt ist und somit großen Wert nicht nur für die deutschsprachige, sondern für die gesamte europäische Literaturgeschichte hat. Trotzdem nimmt Eilhart in der mediävistischen Literaturwissenschaft nur eine untergeordnete Rolle ein. Der Grund hierfür liegt sicherlich in der (in neuerer Zeit umstrittenen) negativen Wertung seiner schriftstellerischen Leistung, wonach sein Werk von formaler und erzähltechnischer Schlichtheit sei und er den Tristanstoff auf eine sehr unzureichende und unbefriedigende Weise in Deutschland einführe.

## Zweifel an Eilharts Verfasserschaft
Vereinzelt verbreitet ist auch die Theorie, Eilhart sei letztlich nicht der wahre Schöpfer des Tristrant. Das Werk stammt demnach von einem anonymen Verfasser, während es sich bei Eilhart nur um einen späteren Bearbeiter des Werkes handle. Begründet wird diese These vor allem damit, dass die Nennung des Namens in einem Abschnitt erfolgt, der sich stilistisch deutlich vom übrigen Textkorpus unterscheidet. Zudem wird darauf verwiesen, dass sich zwar zahlreiche mittelhochdeutsche Dichter wie Gottfried von Straßburg, Ulrich von Türheim oder Heinrich von Freiberg auf den Tristrant berufen, aber nie den Namen des Verfassers nennen. Dies spricht dafür, dass das Werk anfangs anonym verbreitet und erst später mit dem Namen Eilhart von Oberg in Verbindung gebracht wurde. Tatsächlich ist der Name in späterer Zeit ein weiteres Mal urkundlich belegt, und zwar als Dienstmann des Herzogs Albrecht der Große. Der Beleg stammt aus dem späten 13. Jahrhundert, also zu einer Zeit, in der der Tristanstoff mit dem Wienhausener Tristanteppich auch auf einer anderen Ebene greifbar wird.